# Chrysoprasis pitanga
Chrysoprasis pitanga är en skalbaggsart som beskrevs av Dilma Solange Napp och Martins 1999. Chrysoprasis pitanga ingår i släktet Chrysoprasis och familjen långhorningar.
Artens utbredningsområde är Venezuela. Inga underarter finns listade i Catalogue of Life.